# Georg Wellner

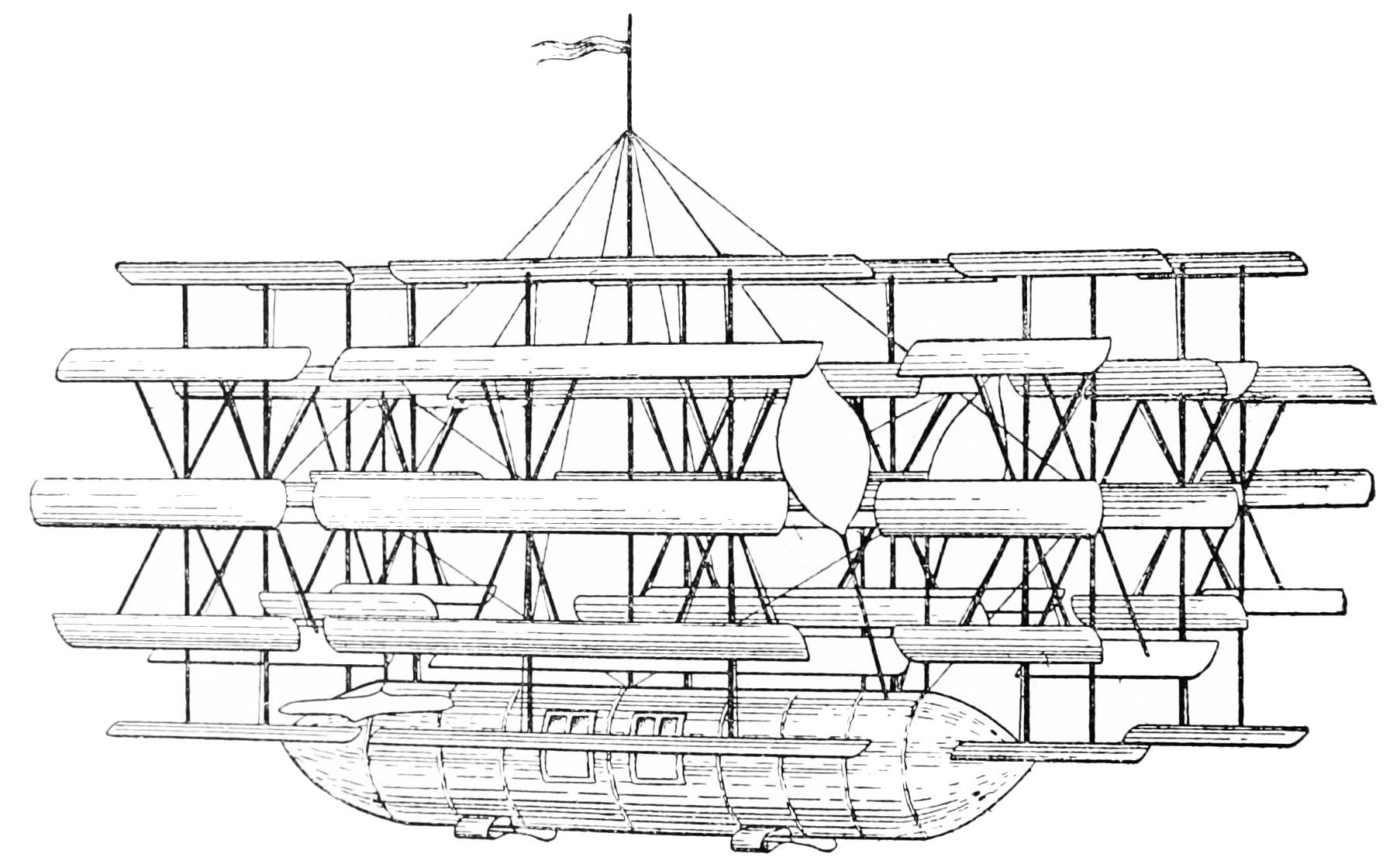
Wellner Segelrad Flugmaschine für vier Personen

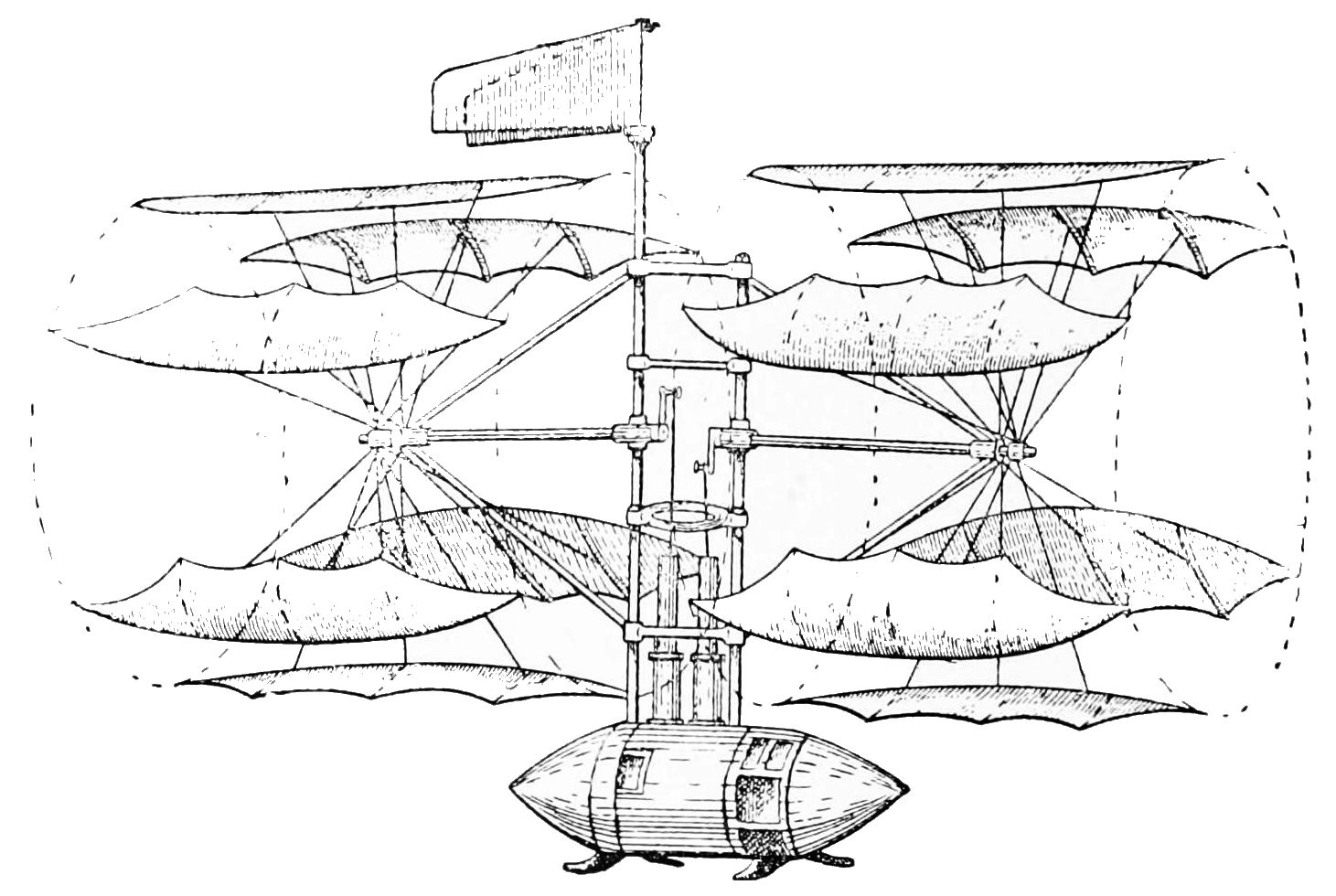
Wellner Segelrad Flugmaschine für zwei Personen

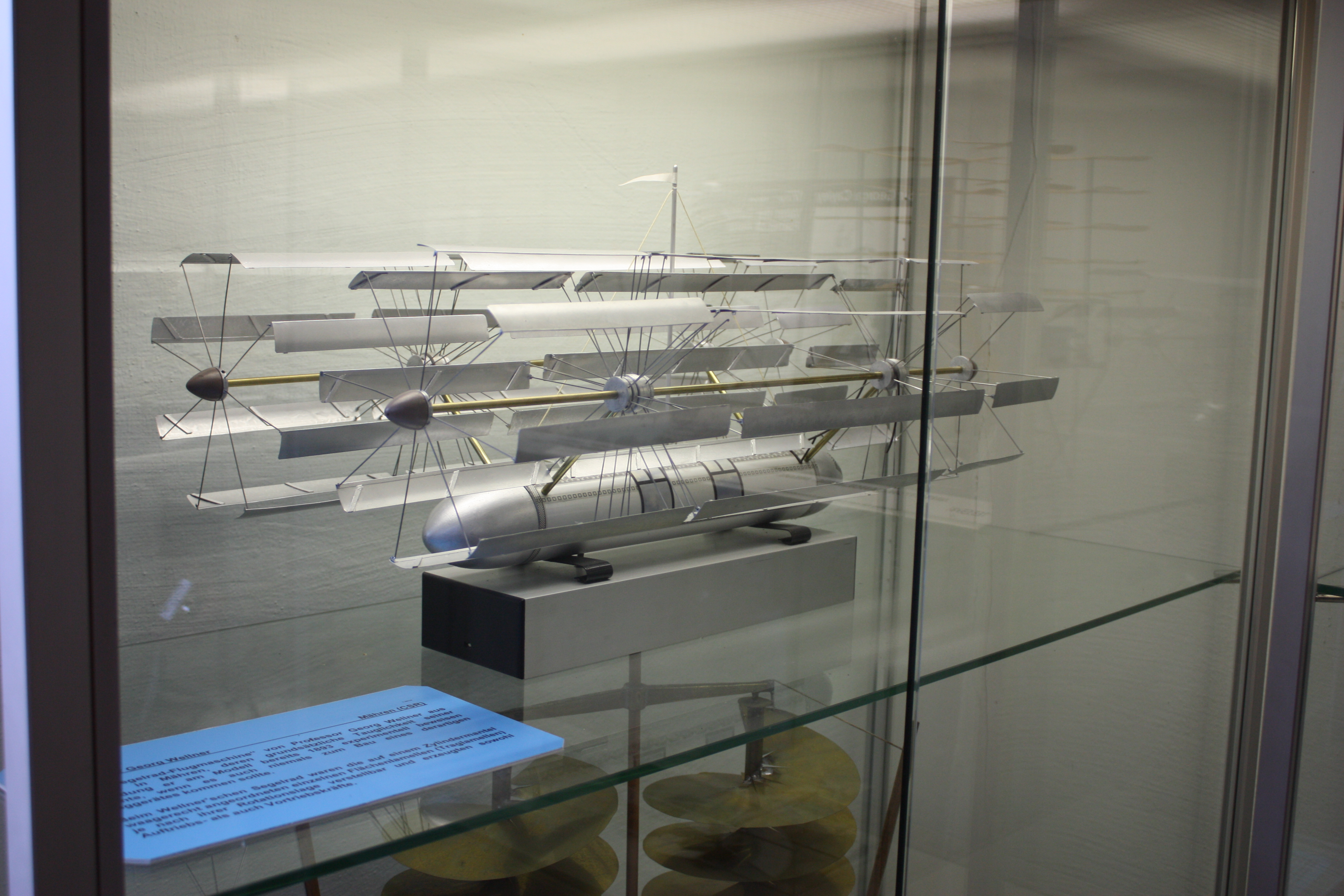
Modell der Wellner Segelrad Flugmaschine im Hubschraubermuseum Bückeburg

Georg Wellner (geboren am 19. März 1846 in Prag; gestorben am 7. September 1909 in Auen bei Velden) war ein österreichischer Ingenieur.
Er war eines von zehn Kindern des Landesadvokaten Anton Wellner. Nach dem Gymnasium studierte er von 1863 bis 1867 Technik am Deutschen Polytechnischen Institut in Prag. 1876 nahm er eine Lehrtätigkeit in Brünn auf und beschäftigte sich in Theorie und Praxis mit Maschinenbau und Luftfahrt. Er war ein Pionier der Luftfahrttechnik und Inhaber mehrerer Patente. 1893 begann er in Wien mit der Konstruktion einer Segelradflugmaschine „Cyclogyro“. Zwischen 1894 und 1896 führte er viele Versuche mit Hubschraubern verschiedener Größen durch, um deren Wirkungsweise und den Kraftaufwand zu erforschen und berechnen zu können. Er veröffentlichte mehrere Bücher über Dampfkessel und Flugmaschinen.

## Werke
- 1876 Möglichkeiten der Luftschifffahrt[6]
- 1876 Neuanordnung von Druckwindkesseln
- 1877 Zur Konstruktion von Dampfbremsen
- 1896 Herstellung brauchbarer Flugmaschinen
- 1899 Der dynamische Flug[7]
- 1898 Kritische Bemerkungen ... über Gaskraftmaschinen und Dieselmotoren
- 1903 Das Ringfliegersystem: die Drachen-, Gleit- und Schraubenflieger[8]
- 1909 Die Flugmaschine[9]